# Öjersbo
Öjersbo är en småort i Älvsåkers socken i Kungsbacka kommun. Öjersbo ligger åtta kilometer öster om Hjälmared och cirka tio kilometer öster om Anneberg.